# Okręg wyborczy North Wiltshire
Okręg wyborczy North Wiltshire powstał w 1832 r. i wysyłał do brytyjskiej Izby Gmin dwóch deputowanych. Okręg zlikwidowano w 1885 r., ale przywrócono go ponownie w 1983 r. jako okręg jednomandatowy. Okręg obejmuje północną część hrabstwa Wiltshire bez miasta Swindon.

## Deputowani do brytyjskiej Izby Gmin z okręgu North Wiltshire

### Deputowani w latach 1832–1885
- 1832–1837: Paul Methuen
- 1832–1835: John Astley
- 1835–1865: Walter Long
- 1837–1844: Francis Burdett
- 1844–1865: Thomas Sotheron-Estcourt, Partia Konserwatywna
- 1865–1874: lord Charles Brudenell-Bruce
- 1865–1868: Richard Penruddocke Long
- 1868–1880: George Jenkinson
- 1874–1885: George Sotherton-Estcourt
- 1880–1885: Walter Long, Partia Konserwatywna

### Deputowani po 1983
- 1983–1997: Richard Needham, Partia Konserwatywna
- 1997– : James Gray, Partia Konserwatywna